# Bronzestatuen von Riace

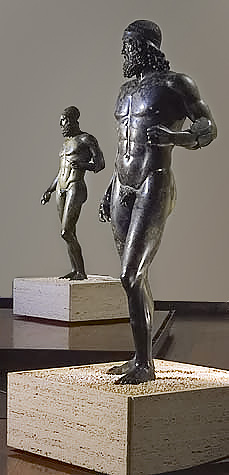
Präsentation der Statuen von Riace im Museum von Reggio Calabria

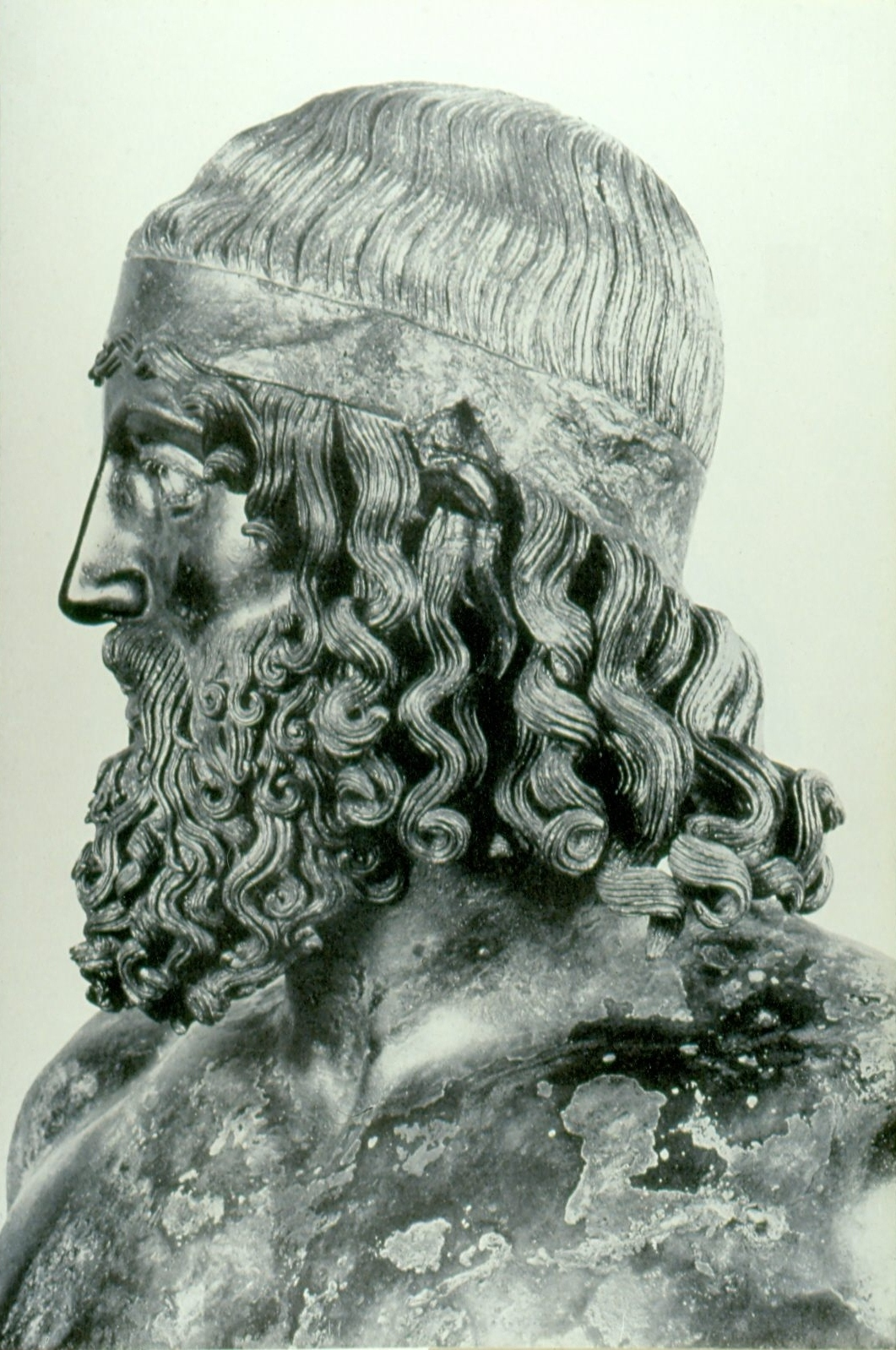
Kopf des Kriegers A aus Riace in Reggio Calabria

Die Bronzestatuen von Riace sind zwei griechische Bronzefiguren aus der Mitte des 5. Jahrhunderts v. Chr. Sie befinden sich seit 1981 im Museo Archeologico Nazionale di Reggio Calabria in Reggio Calabria. Die beiden Statuen stellen Männer dar, die ursprünglich wohl bewaffnet und mit Kopfbedeckungen versehen waren.

## Fund
Die Statuen wurden am 16. August 1972 etwa 300 Meter vor der Küste bei Riace, Provinz Reggio Calabria (Italien) von einem Hobbytaucher gefunden; sie lagen nur wenige Meter auseinander in einer Tiefe von 7 bis 8 Metern. Wenige Tage später wurden sie gehoben und an Land gebracht. Bei einer nachträglichen Untersuchung des Fundplatzes im September 1973 wurden der bronzene Handgriff des Schildes von Statue B und 28 kleine Bleiringe, die wohl zu einem Segel gehörten, entdeckt. Da sich aber ansonsten in der Nähe des Fundortes keine weiteren Spuren eines antiken Schiffes auf dem Meeresgrund fanden, wird davon ausgegangen, dass die schweren Figuren während eines Sturmes oder eines Angriffs von Seeräubern absichtlich über Bord geworfen wurden. Wann genau der Schiffstransport stattfand, ob noch zur Zeit der Römischen Republik oder schon in der Römischen Kaiserzeit, ist unklar.

## Restaurierung
Bronze korrodiert nur wenig (zumindest im Vergleich zu Eisen). Aber auf den stärker gerauhten Bereichen der Figurenoberfläche (Gesicht, Bart, Haare, Schamhaare), befanden sich Anhaftungen von Muscheln etc. Im Centro di restauro della Soprintendenza Archeologica in Florenz wurden diese behutsam mit Skalpellen, Ultraschallbohrern etc. entfernt. Dabei kamen beispielsweise die Augenbrauen, die Wimpern und die elfenbeinernen Einlagen der Augen zum Vorschein. Das Innere der Figuren war verschlammt und verkrustet – zur Reinigung öffnete man die Figuren an den Füßen und führte eine Grobreinigung mit Hilfe von Löffeln, Stangen etc. durch; zur Feinreinigung benutzte man destilliertes Wasser und Wasserstoffperoxid. Danach legte man die Bronzefiguren für mehrere Jahre in eine Konservierungslösung.

## Beschreibung
Beide Statuen sind etwa zwei Meter hoch (Statue A: 2,05 m; Statue B: 1,97 m) und wiegen jeweils etwa 400 Kilogramm. Sie wurden aus mehreren separat gegossenen Teilstücken zusammengelötet.  An der Haltung der beiden linken Arme erkennt man, dass die Figuren ursprünglich hölzerne Schilde trugen, von denen sich jedoch nichts erhalten hat. In der rechten Hand trugen sie möglicherweise eine Hiebwaffe, eine Schleuder oder ähnliches. Statue A trägt ein Stirnband, Statue B einen Helm. Beide Figuren sind nackt, tragen einen vollen Bart und stehen in einem leichten Kontrapost. Brustwarzen und Lippen sind durch Kupferauflagen leicht rot gefärbt; die Zähne haben eine Silberauflage. Bei der Statue A haben sich noch Reste der Wimpern erhalten. Der Gesichtsausdruck beider Figuren ist aufmerksam, aber dennoch voller Ruhe und Gelassenheit. Spuren früherer Kämpfe (Narben etc.) sind nicht erkennbar.

## Datierung
Körperhaltung der Statuen, Material und Gusstechnik deuten darauf hin, dass sie zur gleichen Zeit entstanden sind. Aufgrund der gleichermaßen realistischen wie idealtypischen Darstellungsweise ist eine Datierung in die hochklassische Periode der Griechischen Kunst, also um 460-430 v. Chr., wahrscheinlich. Als ihr Schöpfer wurde der von Plinius erwähnte Pythagoras von Rhegion, ein Bildhauer des 5. Jahrhunderts v. Chr., ins Spiel gebracht.  Dessen Wirken ist zwar umfangreich in der schriftlichen Überlieferung bezeugt, doch ist kein antikes Werk gesichert mit seinem Namen zu verbinden und sein individueller Stil bleibt gänzlich unbekannt.

## Deutung
Die beiden Figuren wurden als Krieger, Athleten bzw. Gladiatoren oder sogar als Götter gedeutet – möglicherweise waren es ursprünglich Weihegeschenke an einen Tempel. Bei der Statue B wurden Bleizapfen unter den Füßen entdeckt, was auf eine frühere Aufstellung auf einem Sockelpodest hindeutet.
Neue Untersuchungen
Neuere Untersuchungen, Vermessungen und der Prozess einer experimentellen Rekonstruktion, die vom Liebieghaus Polychromy Research Project (Vinzenz Brinkmann, Ulrike Koch-Brinkmann) mit Unterstützung von Salvatore Settis und dem italienischen Ministerium für Kultur durchgeführt wurden, liefern die Grundlage für eine neue Deutung der Figuren.
Am unfertigen Oberkopf von Riace B finden sich Spuren, die der Befestigung einer Fuchsfellkappe (griechisch: Alopekis) gedient haben könnten. Die rechte Hand hielt nach Ausweis der erhaltenen Spuren eine Waffe mit kurzem Stiel, also eine Streitaxt.
Der Zeigefinger der linken Hand von Riace B ist gekrümmt und hielt ursprünglich einen Pfeil, während die linke Hand offensichtlich einen Bogen hielt, während der linke Unterarm die Pelta, den leichten Schild der Reitervölker (Amazonen, Thraker u. a.), trug.
Falls Riace B tatsächliche Pelta, Pfeil und Bogen, eine solche Alopekis und eine Streitaxt besaß, dann liegt der Schluss nahe, dass er einen thrakischen Helden darstellt.
Der einzige thrakische Held in der griechischen Mythologie, der wegen seiner Kampfkraft hervorgehoben wird, ist Eumolpos, der Sohn des Poseidon. Im sogenannten eleusinischen Krieg bedroht er Athen und die Truppen des Erechtheus, Sohn der Athena.
Von Pausanias wird eine bronzene Statuengruppe erwähnt, die auf der Athener Akropolis stand und Eumolpos und Erechtheus kurz vor ihrem Zweikampf zeigte.  Vinzenz Brinkmann und Ulrike Koch-Brinkmann vermuten, dass sich in den beiden Riace-Kriegern diese Gruppe als Original erhalten haben könnte.

## Experimentelle Rekonstruktion

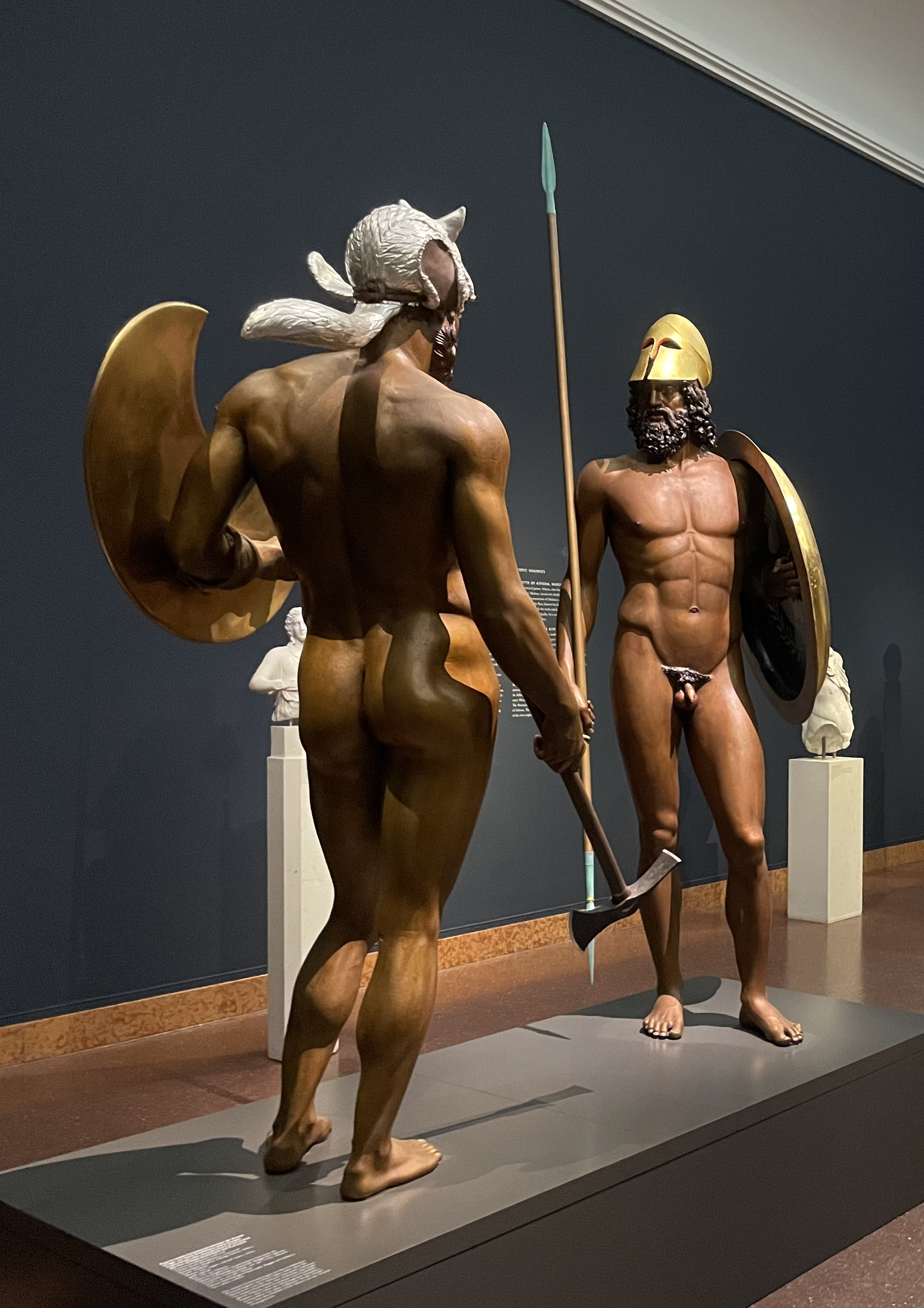
Experimentelle Rekonstruktion der Bronzen von Riace durch das Liebieghaus Polychromy Research Project

- Aus Anlass der Ausstellung Zurück zur Klassik 2013 im Frankfurter Liebieghaus war es möglich, vom Original des Kriegers A aus Riace im Museum in Reggio Calabria einen Scan des Kopfes zu fertigen und damit eine Rekonstruktion aus Bronze und zusätzlichen Materialien herzustellen. Zusätzlich zum formgleichen Kopf wurde eine Kopie eines in der Nähe des Fundortes ebenfalls gefundenen Helmes dazu gefertigt.

- 2015 und 2016 wurden beide Kriegerstatuen von Riace vollständig rekonstruiert. Die Nachgüsse fertigte die Kunstgießerei Strassacker in Süßen an. Die Rekonstruktionen sind das Ergebnis eines gemeinsamen Forschungsprojekts mit der Antikenbehörde Kalabriens und gehören dem Museo Archeologico Nazionale di Reggio Calabria, das sie als Dauerleihgaben dem Liebieghaus überlassen hat. Von Juni 2019 bis Februar 2020 waren sie im Alten Museum in Berlin zu sehen.[7]

- Durch zusätzliche Materialien wie Silber, Glas und Stein wurde versucht, den damaligen Eindruck der Figuren wiederzubeleben und dem Betrachter zu zeigen, wie farbig die Bronzeplastiken im klassischen Griechenland waren.[8]